# Škroupovo náměstí
Škroupovo náměstí je veřejné prostranství v Praze 3 poblíž Žižkovského vysílače.

## Popis
Náměstí se nachází ve čtvrti Žižkov, asi 200 metrů východně od Riegrových sadů a 200 metrů severně od náměstí Jiřího z Poděbrad. Náměstí má tvar kruhu o průměru asi 80 metrů, z něhož vybíhají čtyři ulice (ve směru hodinových ručiček to jsou Ševčíkova, Pospíšilova, Blodkova a Zvonařova). Nese jméno českého hudebního skladatele Františka Škroupa.

## Shromáždění roku 1988
10. prosince 1988 se na Škroupově náměstí uskutečnila první oficiálně povolená manifestace opozičních seskupení v období normalizace. Na tento den připadalo výročí přijetí Všeobecné deklarace lidských práv. Žádost o povolení podala pětice občanských sdružení: Charta 77, Výbor na obranu nespravedlivě stíhaných, České děti, Hnutí za občanskou svobodu a Nezávislé mírové sdružení. Jejich původní žádost pořádat manifestaci na Václavském náměstí zamítl Obvodní národní výbor Prahy 1, shromáždění však poté povolil ONV Prahy 3 na Škroupově náměstí. Úředníci při rozhodování pravděpodobně vzali v úvahu i plánovanou státní návštěvu francouzského prezidenta Françoise Mitterranda v Praze, kterému tak komunistický režim mohl dokázat určitou míru tolerance vůči opozici. Mitterrand na 9. prosince 1988 pozval Václava Havla a sedm dalších disidentů na společnou snídani na francouzské velvyslanectví na Velkopřevorském náměstí, kde v předvečer shromáždění na Škroupově náměstí diskutovali o stavu lidských práv v Československu.
Shromáždění 10. prosince se zúčastnily asi tři tisícovky osob; zahájila je v 15 hodin československá hymna. Poté přednesli projevy Václav Havel, který vyslovil požadavek propuštění politických vězňů, Rudolf Battěk, jenž vyzval k ukončení monopolu vlády KSČ, Petr Placák a další. Asi sedm set účastníků podepsalo petici vyzývající režim k propuštění politických vězňů. Manifestaci asistovaly zásahové jednotky Veřejné bezpečnosti a Lidových milicí, přítomné na kamery natáčeli příslušníci Státní bezpečnosti. Manifestace skončila přibližně v půl páté, aniž by došlo k násilným střetům s bezpečnostními jednotkami.
Na akci navázal tzv. Palachův týden v lednu 1989, kdy však masové demonstrace byly naopak brutálně potlačovány. Série protestních shromáždění vyústila o necelý rok později, v listopadu 1989, v konec totalitního režimu v Československu.

## Náměstí ve filmu
Na náměstí se natáčely záběry pro několik filmů. Česká crazy komedie Eva tropí hlouposti z roku 1939 (v divácké anketě z roku 1998 vyhlášená nejlepší komedií třicátých let) se téměř celá točila v ateliéru, ale několik úvodních scéna je v dobře identifikovatelných exteriérech na Žižkově. Když Michal Nor (Oldřich Nový) přijíždí ze Švédska a opravuje svůj vůz, americký Graham Supercharger 4-door Sedan: model 1936, nachází se právě na Škroupově náměstí. Když se do vozu schová Eliška, nejprve objede celé náměstí dokola. Trafika, kde kupuje cigarety (a Eliška z auta uteče) se nachází v nedaleké Kubelíkově ulici.
V komedii Sňatková kancelář z roku 1932 s Jindřichem Plachtou se na Škroupově náměstí natáčely záběry demonstrace (přibližně 37. minuta filmu). V komedii Nikdo nic neví z roku 1947, která se odehrává za války (v hlavních rolích Jaroslav Marvan a František Filipovský) se na náměstí natáčela jedna ze scén s kočárkem (přibližně 44. minuta filmu)